# Melanagromyza funebris
Melanagromyza funebris este o specie de muște din genul Melanagromyza, familia Agromyzidae. A fost descrisă pentru prima dată de Lamb în anul 1912.
Este endemică în Seychelles. Conform Catalogue of Life specia Melanagromyza funebris nu are subspecii cunoscute.